# Augustin Kvasnica
Augustin Kvasnica (* 19. dubna 1929) byl slovenský a československý politik Komunistické strany Slovenska, poúnorový poslanec Národního shromáždění ČSSR a poslanec Sněmovny lidu Federálního shromáždění za normalizace.

## Biografie
Ve volbách roku 1964 byl zvolen za KSS do Národního shromáždění ČSSR za Středoslovenský kraj. V Národním shromáždění zasedal až do konce volebního období parlamentu v roce 1968.
K roku 1968 se profesně uvádí jako předseda JZD z obvodu Ilava.
Po federalizaci Československa usedl roku 1969 do Sněmovny lidu Federálního shromáždění (volební obvod Ilava). Mandát obhájil ve volbách roku 1971 a ve Federálním shromáždění setrval do konce volebního období parlamentu, tedy do voleb roku 1976.